# Douglas County (Colorado)
Douglas County is een county in de Amerikaanse staat Colorado.
De county heeft een landoppervlakte van 2.176 km² en telt 175.766 inwoners (volkstelling 2000). De hoofdplaats is Castle Rock.

## Bevolkingsontwikkeling

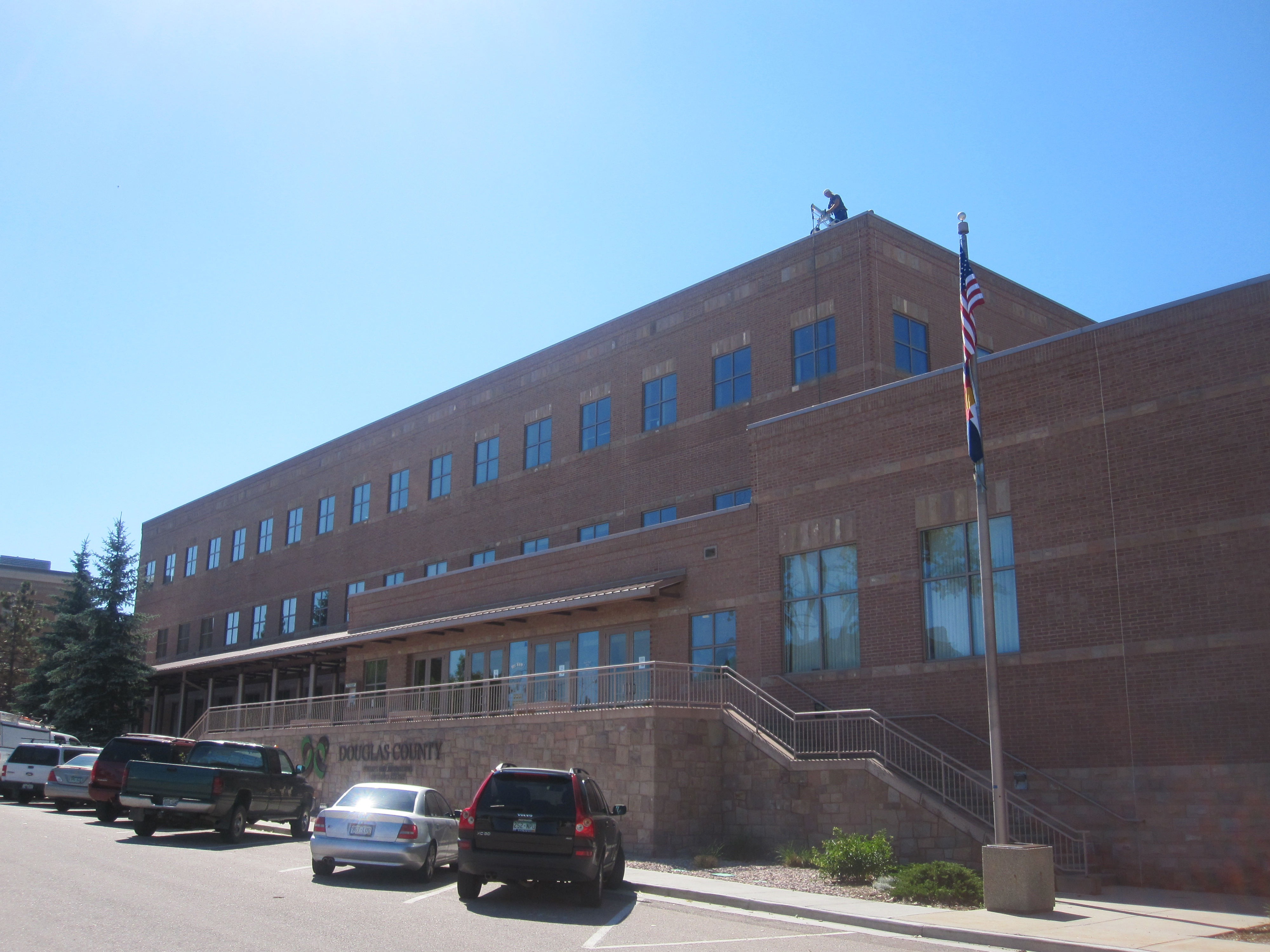
County Building van Douglas County